# Bissingen (Bajorország)
Bissingen település Németországban, azon belül Bajorországban. Lakosainak száma 3724 fő (2023. december 31.).

## Népesség
A település népessége az elmúlt években az alábbi módon változott:
| Lakosok száma | 459  | 706  | 2389 | 3244 | 3574 | 3587 | 3626 | 3630 | 3686 | 3724 |
|               | 1875 | 1950 | 1975 | 1987 | 2012 | 2014 | 2016 | 2017 | 2021 | 2023 |